# Gregolry Panizo
Gregory Alves Freitas Panizo (né le 12 mai 1985) est un coureur cycliste brésilien.

## Biographie
Champion panaméricain l'année précédente, la saison 2012 paraît bien terne. Il ne réussit à s'imposer qu'une seule fois, à l'occasion du 52e Tour du Guatemala.
Lors de la deuxième étape, il fait partie d'une échappée de six coureurs qui se disputent la victoire au sprint. Panizo est le plus rapide et s'impose. Puis il se classe encore quatre fois dans les cinq premiers aux arrivées d'étape. Il termine ainsi troisième du contre-la-montre, disputé lors de la quatrième et finit deuxième du sprint massif de la cinquième. Mais sa contre-performance de l'avant-dernier jour, où il perd près de vingt-cinq minutes, ne lui permet pas de s'immiscer dans le Top 10 de l'épreuve. Avec seulement les quinze points glanés au Guatemala, Panizo chute au 178e rang de l'UCI America Tour, alors qu'il était deuxième la saison précédente.
Il termine l'année en obtenant ses premiers points pour l'UCI America Tour 2013, en finissant cinquième du Tour de l'État de Sao Paulo (pt), mi-octobre.

## Palmarès
- 2007
  - 5e et 11e étapes du Tour de Santa Catarina
  - 2e du Tour de Santa Catarina
- 2008
  - Classement général du Tour du Brésil-Tour de l'État de Sao Paulo
- 2010
  - Tour du Brésil-Tour de l'État de Sao Paulo :
    - Classement général
    - 8e étape
- 2011
  -  Médaillé d'or de la course en ligne des championnats panaméricains
  - 2e de l'UCI America Tour
- 2012
  - 2e étape du Tour du Guatemala
- 2013
  - 5e étape du Tour de Rio
- 2014
  - Classement général du Tour de l'intérieur de São Paulo
  - 3e du Tour du Rio Grande do Sul
  - 3e du Tour du Paraná

## Classements mondiaux
| Année            | 2007 | 2008 | 2009 | 2010 | 2011 | 2012 | 2013 | 2014 |
| ---------------- | ---- | ---- | ---- | ---- | ---- | ---- | ---- | ---- |
| UCI America Tour | 187e | 41e  | 310e | 147e | 2e   | 178e | 116e | 44e  |